# Decma bispinosa
Decma bispinosa är en insektsart som beskrevs av Liu, Xiangwei och M. Zhou 2007. Decma bispinosa ingår i släktet Decma och familjen vårtbitare. Inga underarter finns listade i Catalogue of Life.